# 今村雅美
今村 雅美（いまむら まさみ、1979年11月2日 - ）は、日本の元女優である。
静岡県静岡市出身。オスカープロモーションに所属していた。

## 略歴
- 1991年：第5回全日本国民的美少女コンテストでグランプリを受賞し芸能界入り。
- 1992年： 東洋水産 「ホットヌードル」のCMでCM初出演。エドワード・ファーロングと共演。
- 1993年：江崎グリコ「ポッキー」のCM「ポッキー四姉妹物語」で四女・えなみ役として出演。
- 1998年：静岡市立高等学校卒業。
- 2002年：中央大学総合政策学部政策学科卒業。同年、昼ドラマ『ピュア・ラブ』に出演。翌年の第3作までレギュラー出演。
- 2016年：韓流にハマっていることを度々ブログなどに掲載し、さらにカナダ在住の韓国人男性との結婚準備のため、同年9月限りでオスカーを退社し、芸能界引退[1]。

## 出演

### テレビドラマ
- 天国に一番近い病院（1993年1月2日、フジテレビ） - デビュー作
- 夢見る頃を過ぎても（1994年10月 - 12月、TBS系） - 連続ドラマ初出演作
- ハートにS第2夜 初恋時計（1994年12月、フジテレビ） - 主演
- 木曜の怪談 魔法のキモチ（1996年1月 - 3月、フジテレビ） - 広末涼子の同級生役
- さむらい探偵事件簿 第11話「甘い言葉に御用心」（1997年、日本テレビ） - ちか 役
- 土曜ワイド劇場「牟田刑事官事件ファイル24」（1998年、テレビ朝日） - 望月由美 役
- ウルトラマンガイア（1998年・1999年、TBS系） - 浅野未来 役
- 暴れん坊将軍IX 第23話「山茶花の誓い 再会した兄は別人!?」（1999年、テレビ朝日） - おたみ 役
- こちら第三社会部 第8話「絆の紙芝居」（2001年、TBS）
- ドラマ30「ピュア・ラブ」第1作 - 第3作（2002年・2003年、TBS系） - 主演・小田茜
- ロッカーのハナコさん（2002年8月 - 10月、NHK夜の連続ドラマ） - 亜木弥希子 役
- 永遠の君へ（2004年3月 - 6月、東海テレビ） - 真島沙織 役
- 名探偵キャサリン（2004年、TBS） - 正美 役
- 新米事件記者・三咲（2005年、テレビ東京） - 千島望 役
- 八丁堀の七人7 第5話 （2006年、テレビ朝日） - おちせ 役
- 新キッズ・ウォー2（2006年、TBS系） - 木村純子 役
- 逃亡者 おりん（2006年 テレビ東京） - 手鎖人お駒 役
- 鬼太郎が見た玉砕 〜水木しげるの戦争〜（2007年8月12日、NHK総合）- 大森安子 役
- 水戸黄門 （TBS / C.A.L）
  - 第38部 第9話「世捨てお公家の悪退治・敦賀」（2008年3月） - 橘屋の娘・お菊 役
  - 第42部 第3話「その縁談一肌脱ぎます・上田」（2010年10月25日） - 志津 役
- 天才刑事・野呂盆六(3)復讐の天使（2009年1月17日、テレビ朝日系） - 三苑慧子 役
- 三代目明智小五郎〜今日も明智が殺される〜 第9話（2010年6月11日、毎日放送） - 三代目怪人二十面相の妻 役
- If もしも「誘拐するなら男の子か女の子か」（1993年、フジテレビ） ※ 諸事情により未放送。

### その他テレビ番組
- ドイツ語会話（1999年 - 2000年、NHK教育）
- 輝きの法則（2007年1月23日、テレビ東京）
- 田舎に泊まろう!08秋“こんな里に住みたい爆笑号泣3時間SP”（2008年9月21日、テレビ東京）
- 再会「20年後の君たちは―」(2012年1月9日、NHK総合)
  - 1991年にブルース・オズボーンの写真の被写体となった経緯で出演した。

### CM
- 東洋水産 『ホットヌードル』（1992年）
- グリコ 『ポッキー』（1993年）「ポッキー四姉妹物語」四女・えなみ役
- ロート製薬 『ロートリセ』

### 映画
- 愛華ちゃんの地球（1993年、日本コロムビア） 愛華ちゃんの声
- 悪役パパ（1994年、ケイエスエス） 芥田美貴役
- 四姉妹物語（1995年1月、東宝）四女・えなみ役
- 稲川淳二の餌食（2000年、ケイエスエス）
- 極道の紋章　第十章（2009年、オールイン エンタテインメント）

### 舞台
- ピーターパン（1998年8月、フジテレビ/ホリプロ）ウェンディ役

### ビデオ
- おしゃれ制服図鑑〔夏服版〕（1993年5月21日発売、ポニーキャニオン）
- おしゃれ制服図鑑〔冬服版〕（1993年5月21日発売、ポニーキャニオン）

佐藤藍子・制服向上委員会と共演
- 厄災仔寵

## 出版

### 写真集
- FIRST KISS ファースト・キッス（1994年、ソニー・マガジンズ）